# ICC Champions Trophy 2025
Die ICC Champions Trophy 2025 (Urdu 2025ء آئی سی سی چیمپئنز ٹرافی) wurde vom 19. Februar bis zum 9. März 2025 in Pakistan und den Vereinigten Arabischen Emiraten ausgetragen. Es war die neunte Champions Trophy im ODI-Cricket, die vom Weltverband International Cricket Council (ICC) organisiert wurde und die erste für beide Gastgeber. Der Mitgastgeber Pakistan war auch Titelverteidiger, nachdem es die vorhergehende Champions Trophy 2017 gewinnen konnte. Das Turnier wurde acht Jahre nach dem vorhergehenden ausgetragen, die längste Pause zwischen zwei Cricketturnieren überhaupt. Die ursprünglich geplante Champions Trophy 2021 wurde durch den T20 World Cup 2021 ersetzt.
Das Turnierformat der Ausgaben 2009, 2013 und 2017 blieb unverändert und die acht besten Cricket-Nationalmannschaften des Cricket World Cup 2023 qualifizierten sich für das Turnier: Afghanistan, Australien, Bangladesch, England, Indien, Neuseeland, Pakistan und Südafrika. Die Mannschaften wurden in zwei Gruppen zu je vier Teams eingeteilt, wobei jedes einmal gegen die anderen der Gruppe antrat. Die zwei besten Mannschaften jeder Gruppe qualifizierten sich für das Halbfinale, dessen Gewinner im Finale aufeinandertreffen. An allen Spielen an den Indien beteiligt ist, werden die Begegnungen in den Vereinigten Arabischen Emiraten ausgetragen, andernfalls in Pakistan.
Australien, Indien, Neuseeland und Südafrika erreichten das Halbfinale. Indien besiegte Australien und Neuseeland Südafrika, wonach Indien Neuseeland im Finale im Dubai International Cricket Stadium, Dubai, Vereinigte Arabische Emirate, mit vier Wickets besiegte und so seine dritte Champions Trophy gewann. Zusammen mit den Siegen bei den Cricket World Cups der Jahre 1983 und 2011, der T20 World Cups 2007 und 2024 sowie der Champions Trophies 2002 (geteilt mit Sri Lanka) und 2013 war dies Indiens siebenter internationaler Crickettitel. Der Mitgastgeber und Titelverteidiger Pakistan schied bereits in der Vorrunde aus.
Die ICC Champions Trophy 2025 war die meistgesehene Champions Trophy bisher und übertraf den Rekord des vorhergehenden Turnieres 2017 um 19 %. Sie übertraf auch die Anzahl Fernsehzuschauer des Cricket World Cup 2023 um 23 %.

## Vorgeschichte
Die Champions Trophy sollte nach der Ausgabe 2013 eigentlich beendet und durch die ICC World Test Championship ersetzt werden. Der ICC plante, für jedes der drei Cricketformate je ein Turnier zu haben. Da diese zunächst nicht zustande kam, wurde noch eine weitere Ausgabe 2017 ausgetragen. Nach den Vierjahreszyklus ab 2009 sollte die Champions Trophy 2021 in Indien ausgetragen werden, das Turnier wurde aus organisatorischen Gründen jedoch durch den T20 World Cup 2020 ersetzt, der aufgrund der weltweiten COVID-19-Pandemie ein Jahr später ausgetragen und an Oman und die Vereinigten Arabischen Emiraten vergeben wurde. Im Rahmen des neuen Rechtezyklus wurde dann die Champions Trophy wieder eingeführt.

## Vergabe
Der International Cricket Council vergab die ICC Champions Trophy 2025 an Pakistan, als es die internationalen Turniere für die Jahre 2024 bis 2031 im Jahr 2021 vergab. Pakistan trug da letzte Mal als Mitgastgeber für den Cricket World Cup 1996 ein internationales Turnier aus. Es war vorgesehen, dass es die Champions Trophy 2008 austragen sollte, was jedoch aus Sicherheitsgründen verschoben wurde. Nach dem Angriff auf das Cricketteam Sri Lankas in Lahore im Jahr darauf fand in Pakistan über viele Jahre gar kein internationales Cricket statt, womit es von der Co-Gastgeberrolle des Cricket World Cup 2011 entbunden wurde. Erst allmählich waren in den Jahren vor dem Turnier wieder Nationalmannschaften nach Pakistan gereist.
Über die exakten Modalitäten des Turniers gab es auf Grund der Rivalität zwischen Indien und Pakistan lange Unklarheiten. Pakistan sagte zunächst zu, dass Indien seine Partien ausschließlich in Lahore austragen solle, um Sicherheits- und Logistikaufwand zu minimieren. Jedoch hatte Indien sich geweigert beim Asia Cup 2023 nach Pakistan zu reisen, woraufhin das Turnier in einem Hybrid-Modell ausgetragen wurde, wobei Indien seine Spiele in Sri Lanka austrug. Die endgültige Entscheidung über die Teilnahme Indiens lag bei der indischen Regierung. Am 9. November 2024 wurde bekannt, dass diese die Teilnahme Indiens an dem Turnier in Pakistan verweigerte. Daraufhin kam es zu langen Verhandlungen, in denen sich Pakistan und Indien mit sehr entgegensätzlichen Positionen gegenüberstanden. Am 19. Dezember wurde eine Einigung bekannt gegeben in der bei allen ICC Turnieren zwischen 2024 und 2027 in Indien und Pakistan jeweils ein hybrides Format gewählt würde. Für die Champions Trophy wählte Pakistan dann die Vereinigten Arabischen Emirate als Austragungsort aller Spiele, an denen Indien beteiligt war.

## Teilnehmer
Die besten acht Mannschaften beim Cricket World Cup 2023 qualifizierten sich für die ICC Champions Trophy 2025: Afghanistan, Australien, Bangladesch, England, Indien, Neuseeland, Pakistan und Südafrika. Afghanistan qualifizierte sich dabei erstmals für das Turnier, während Sri Lanka dieses erstmals verpasste. Der Turnierplan und die Vorrundengruppen wurden am 24. Dezember 2024 veröffentlicht. Afghanistan, das sich anstelle Sri Lankas qualifizierte, war die einzige Veränderung in der Teilnehmerliste gegenüber dem Turnier 2017. Da sich die West Indies nicht für den Cricket World Cup 2023 qualifizieren konnten, versäumten sie auch dieses Turnier. Damit war dies die erste ICC Champions Trophy, die zwei frühere Gewinner verpassten und die zweite ohne Mannschaft aus Amerika. Außerdem nahm kein assoziiertes Mitglied an dem Turnier teil.

Teilnehmende Länder der ICC Champions Trophy 2025; insgesamt zehn Teams nahmen teil.
Gastgeber
Qualifiziert beim Cricket World Cup 2023
Nicht Qualifiziert
Keine Teilnahme

| Land        | Qualifikationsgrundlage | Turnierteilnahme | Letztmalige Teilnahme | Bestes Ergebnis       |
| ----------- | ----------------------- | ---------------- | --------------------- | --------------------- |
| Pakistan    | Gastgeber               | Neunte           | 2017                  | Sieger (2017)         |
| Afghanistan | Automatisch             | Erste            | –                     | –                     |
| Australien  | Automatisch             | Neunte           | 2017                  | Sieger (2006, 2009)   |
| Bangladesch | Automatisch             | Sechste          | 2017                  | Halbfinale (2017)     |
| England     | Automatisch             | Neunte           | 2017                  | Finalist (2004, 2013) |
| Indien      | Automatisch             | Neunte           | 2017                  | Sieger (2002, 2013)   |
| Neuseeland  | Automatisch             | Neunte           | 2017                  | Sieger (2000)         |
| Südafrika   | Automatisch             | Neunte           | 2017                  | Sieger (1998)         |

## Austragungsorte
Das Turnier wurde in den folgenden Stadien ausgetragen. Dabei wurde Dubai als Ausweichstadion für die indische Mannschaft am 24. Dezember 2024 bekanntgegeben.
| National Stadium |

| Gaddafi Stadium |

| Rawalpindi Cricket Stadium |

| National Stadium |

| Gaddafi Stadium |

| Rawalpindi Cricket Stadium |

| \| Dubai International Cricket Stadium \|                |
| ICC Champions Trophy 2025 (Vereinigte Arabische Emirate) |
| Dubai International Cricket Stadium                      |

| Dubai International Cricket Stadium |

## Format
Die ICC Champions Trophy 2025 wurde über 18 Tage zwischen acht verschiedenen Mannschaften über 15 Spiele ausgetragen. Sie begann am 19. Februar 2025 im National Stadium in Karachi, Pakistan, mit dem Eröffnungsspiel zwischen dem Mitgastgeber Pakistan und Neuseeland. Das Turnier endete am 9. März im Dubai International Cricket Stadium in Dubai, Vereinigte Arabische Emirate, mit dem Finale zwischen Indien und Neuseeland, wobei Indien die ICC Champions Trophy gewann. Dasselbe Turnierformat kam bei den Champions Trophies 2009, 2013 und 2017 zur Anwendung.

### Spielplan
Die nachfolgende Tabelle zeigt das tägliche Programm der ICC Champions Trophy 2025. Dabei steht ein zyanblaues Kästchen für die Vorrunde, ein grünes Kästchen für Finalrundenspiele und ein gelbes Kästchen für das Finale.
| Vorrunde Februar/März | Mi. 19. | Do. 20. | Fr. 21. | Sa. 22. | So. 23. | Mo. 24. | Di. 25. | Mi. 26. | Do. 27. | Fr. 28. | Sa. 1. | So. 2. |
| --------------------- | ------- | ------- | ------- | ------- | ------- | ------- | ------- | ------- | ------- | ------- | ------ | ------ |
| Gruppe A              | 1       | 1       |         |         | 1       | 1       |         |         | 1       |         |        | 1      |
| Gruppe B              |         |         | 1       | 1       |         |         | 1       | 1       |         | 1       | 1      |        |
| Finalrunde März       | Mo. 3.  | Di. 4.  | Mi. 5.  | Do. 6.  | Fr. 7.  | Sa. 8.  | So. 9.  |         |         |         |        |        |
| Finalrunde            |         | 1       | 1       |         |         |         | 1       |         |         |         |        |        |

| Farblegende |
| Vorrunde    |
| Finalrunde  |
| Finale      |

### Gruppen
| Gruppe A                               | Gruppe B                                 |
| -------------------------------------- | ---------------------------------------- |
| Bangladesch Indien Neuseeland Pakistan | Afghanistan Australien England Südafrika |

### Vorrunde
Die Champions Trophy 2025 wurde zwischen acht Nationalmannschaften ausgespielt. Für die Vorrunde wurden die Mannschaften in zwei Gruppen zu je vier Mannschaften eingeteilt mit demselben Turnierformat wie 2009, 2013 und 2017. In welche Gruppe jede Mannschaft eingeteilt wurde, wurde in der Auslosung festgelegt. Jede Mannschaft bestritt ein Spiel gegen jede andere seiner Gruppe. Für einen Sieg gab es zwei Tabellenpunkte, für No Result einen Punkt, für eine Niederlage keinen Punkt. Im Falle eines Unentschiedens (d. h. wenn beide Mannschaften dieselben Anzahl Runs am Ende ihrer jeweiligen Innings erzielt hatten), wurde das Spiel durch ein Super Over entschieden. Dies galt für alle Phasen des Turniers. Hatten zwei Mannschaften dieselbe Anzahl an Tabellenpunkten, wurde der Tabellenrang anhand der Net Run Rate, gefolgt von der Net Bowl Rate und dem direkten Vergleich ermittelt. Am Ende der Vorrunde qualifizierten sich die jeweils beiden besten einer Gruppe für die Finalrunde.

### Finalrunde
Ab dieser Phase nahm das Turnier ein K.-o.-System an. Jedes Spiel musste zwingend mit einem Sieg enden. Gab es nach beiden Innings keinen Sieger, wurde das Spiel durch ein Super Over entschieden.

## Umpires und Match referees
Während des Turnieres wurden zwölf Umpires und drei Match Referees eingesetzt.

### Umpires
- Paul Reiffel (Australien)
- Rod Tucker (Australien)
- Sharfuddoula (Bangladesch)
- Michael Gough (England)
- Richard Illingworth (England)
- Richard Kettleborough (England)
- Alex Wharf (England)
- Chris Gaffaney (Neuseeland)
- Ahsan Raza (Pakistan)
- Kumar Dharmasena (Sri Lanka)
- Adrian Holdstock (Südafrika)
- Joel Wilson (West Indies)

### Match referees
- David Boon (Australien)
- Ranjan Madugalle (Sri Lanka)
- Andy Pycroft (Simbabwe)

## Kaderlisten
England benannte seinen Kader am 22. Dezember 2024. Daraufhin folgten Neuseeland, Bangladesch, Afghanistan und Australien am 12. Januar und Südafrika am 13. Januar. Indien benannte seinen Kader am 18. Januar. Pakistan benannte seinen Kader am 31. Januar.
| ODI | ODI | ODI | ODI |
| Afghanistan | Australien | Bangladesch | England |
| --- | --- | --- | --- |
| - Hashmatullah Shahidi (K) - Fareed Ahmad - Noor Ahmad - Ikram Alikhil (wk) - Sediqullah Atal - Fazalhaq Farooqi - Allah Mohammad Ghazanfar - Rahmanullah Gurbaz (wk) - Rashid Khan - Nangyal Kharoti - Mohammad Nabi - Gulbadin Naib - Azmatullah Omarzai - Rahmat Shah - Ibrahim Zadran - Naveed Zadran | - Steve Smith (K) - Sean Abbott - Alex Carey (wk) - Cooper Connolly - Pat Cummins - Ben Dwarshuis - Nathan Ellis - Jake Fraser-McGurk - Aaron Hardie - Josh Hazlewood - Travis Head - Josh Inglis (wk) - Spencer Johnson - Marnus Labuschagne - Mitchell Marsh - Glenn Maxwell - Tanveer Sangha - Matthew Short - Mitchell Starc - Marcus Stoinis - Adam Zampa | - Najmul Hossain Shanto (K) - Nasum Ahmed - Taskin Ahmed - Jaker Ali (wk) - Parvez Hossain Emon - Tanzid Hasan - Rishad Hossain - Towhid Hridoy - Mahmudullah - Mehidy Hasan Miraz - Mushfiqur Rahim (wk) - Mustafizur Rahman - Nahid Rana - Tanzim Hasan Sakib - Soumya Sarkar | - Jos Buttler (K, wk) - Rehan Ahmed - Jofra Archer - Gus Atkinson - Tom Banton - Jacob Bethell - Harry Brook - Brydon Carse - Ben Duckett - Liam Livingstone - Saqib Mahmood - Jamie Overton - Adil Rashid - Joe Root - Phil Salt (wk) - Jamie Smith (wk) - Mark Wood                 |
| Indien | Neuseeland | Pakistan | Südafrika |
| - Rohit Sharma (K) - Shubman Gill (VK) - Jasprit Bumrah - Varun Chakravarthy - Shreyas Iyer - Ravindra Jadeja - Yashasvi Jaiswal - Virat Kohli - Hardik Pandya - Rishabh Pant (wk) - Axar Patel - KL Rahul (wk) - Harshit Rana - Mohammed Shami - Arshdeep Singh - Washington Sundar - Kuldeep Yadav      | - Mitchell Santner (K) - Michael Bracewell - Mark Chapman - Devon Conway (wk) - Jacob Duffy - Lockie Ferguson - Matt Henry - Kyle Jamieson - Tom Latham (wk) - Daryl Mitchell - William O’Rourke - Glenn Phillips (wk) - Rachin Ravindra - Ben Sears - Nathan Smith - Kane Williamson - Will Young                                                             | - Mohammad Rizwan (K, wk) - Salman Ali Agha (VK) - Abrar Ahmed - Babar Azam - Faheem Ashraf - Fakhar Zaman - Haris Rauf - Imam-ul-Haq - Kamran Ghulam - Khushdil Shah - Mohammad Hasnain - Naseem Shah - Saud Shakeel - Shaheen Afridi - Tayyab Tahir - Usman Khan (wk)         | - Temba Bavuma (K) - Corbin Bosch - Tony de Zorzi - Marco Jansen - Heinrich Klaasen (wk) - Keshav Maharaj - Aiden Markram - David Miller - Wiaan Mulder - Lungi Ngidi - Anrich Nortje - Kagiso Rabada - Ryan Rickelton (wk) - Tabraiz Shamsi - Tristan Stubbs - Rassie van der Dussen |

## Aufwärmspiele
Vom Veranstalter wurden zahlreiche Aufwärmspiele angesetzt, die den Teams die Möglichkeit geben sollten sich an die Bedingungen zu gewöhnen.
| 14. Februar Scorecard | Lahore | Pakistan Shaheens 314-8 (50)           | – | Afghanistan 170 (38.4) |
|                       |        | Pakistan Shaheens gewinnt mit 144 Runs |   |                        |

| 16. Februar Scorecard | Karachi | Afghanistan 305-9 (50)           | – | Neuseeland 308-8 (47.5) |
|                       |         | Neuseeland gewinnt mit 2 Wickets |   |                         |

| 17. Februar Scorecard | Karachi | Pakistan Shaheens 322-8 (50)    | – | Südafrika 324-7 (49) |
|                       |         | Südafrika gewinnt mit 3 Wickets |   |                      |

| 17. Februar Scorecard | Dubai | Bangladesch 202 (38.2)                  | – | Pakistan Shaheens 206-3 (34.5) |
|                       |       | Pakistan Shaheens gewinnt mit 7 Wickets |   |                                |

## Vorrunde
Die Auslosung der Vorrundengruppen wurde am 24. Dezember 2024 bekanntgegeben.

### Gruppe A
Tabelle
| Gruppe A    | Sp. | S | N | NR | P | NRR    |
| ----------- | --- | - | - | -- | - | ------ |
| Indien      | 3   | 3 | 0 | 0  | 6 | +0.715 |
| Neuseeland  | 3   | 2 | 1 | 0  | 4 | +0.267 |
| Bangladesch | 3   | 0 | 2 | 1  | 1 | –0.443 |
| Pakistan    | 3   | 0 | 2 | 1  | 1 | –1.087 |

| 19. Februar Scorecard | Karachi | Neuseeland 320-5 (50)          | – | Pakistan 260 (47.2) |
|                       |         | Neuseeland gewinnt mit 60 Runs |   |                     |

Pakistan gewann den Münzwurf und entschied sich als Feldmannschaft zu beginnen. Für Neuseeland formten Will Young und Devon Conway die Eröffnungs-Partnerschaft. Conway erreichte 10 Runs und nachdem der hineinkommende Daryl Mitchell ebenfalls nach 10 Runs ausgeschieden war, kam Tom Latham ins Spiel. Young erzielte ein Century über 107 Runs aus 113 Bällen und wurde gefolgt durch Glenn Phillips, dem ein Fifty über 61 Run gelang. Latham beendete das Innings nach einem Century über 118 Runs aus 104 Bällen, womit er die Vorgabe auf 321 Runs erhöhte. Beste pakistanische Bowler waren Naseem Shah mit 2 Wickets für 63 Runs und Haris Rauf mit 2 Wickets für 83 Runs. Für Pakistan bildete Eröffnungs-Batter Babar Azam zusammen mit dem vierten Schlagmann Fakhar Zaman eine Partnerschaft. Zaman erreichte 23 Runs und der ihm folgende Salman Agha 42 Runs. Als Khushdil Shah aufs Feld kam, schied Azam nach einem Fifty über 64 Runs aus. Shaheen Afridi konnte daraufhin 14 Runs erzielen und als Naseem Shah ins Spiel kam, verlor Shah sein Wicket nach einem Fifty über 69 Runs. Gefolgt wurde dieser von Haris Rauf. Rauf schied nach 19 Runs aus und Shah verlor kurz darauf nach 13 Runs das letzte Wicket des Innings im 48. Over. Beste neuseeländische Bowler waren William O’Rourke mit 3 Wickets für 47 Runs und Mitchell Santner mit 3 Wickets für 66 Runs. Als Spieler des Spiels wurde Tom Latham ausgezeichnet.
| 20. Februar Scorecard | Dubai | Bangladesch 228 (49.4)       | – | Indien 231-4 (46.3) |
|                       |       | Indien gewinnt mit 6 Wickets |   |                     |

Bangladesch gewann den Münzwurf und entschied sich als Schlagmannschaft zu beginnen. Für sie erreichte Eröffnungs-Batter Tanzid Hasan 25 Runs, bevor Towhid Hridoy und Jaker Ali eine Partnerschaft formten. Ali erzielte ein Fifty über 68 Runs, woraufhin der hineinkommende Rishad Hossain mit 18 Runs folgte. Hridoy verlor in der Folge das letzte Wicket des Innings nach einem Century über 100 Runs aus 118 Runs, womit die Vorgabe auf 229 Runs anstieg. Beste indische Bowler waren Mohammed Shami mit 5 Wickets für 53 Runs und Harshit Rana mit 3 Wickets für 31 Runs. Für Indien begannen Rohit Sharma und Shubman Gill. Sharma gelangen 41 Runs und dem ihm folgenden Virat Kohli 22 sowie Shreyas Iyer 15 Runs. Zusammen mit KL Rahul konnte Gill dann die Vorgabe im 47. Over einholen. Gill erzielte dabei ein Century über 101* Runs aus 129 Bällen und Rahul 41* Runs. Bester bangladeschischer Bowler war Rishad Hossain mit 2 Wickets für 38 Runs. Als Spieler des Spiels wurde Shubman Gill ausgezeichnet.
| 23. Februar Scorecard | Dubai | Pakistan 241 (49.4)          | – | Indien 244-4 (42.3) |
|                       |       | Indien gewinnt mit 6 Wickets |   |                     |

Pakistan gewann den Münzwurf und entschied sich als Schlagmannschaft zu beginnen. Für sie begannen Imam-ul-Haq und Babar Azam als Eröffnungs-Batter. Azam erreichte 23 und Imam-ul-Haq 10 Runs, bevor Saud Shakeel und Mohammad Rizwan eine weitere Partnerschaft formten. Rizwan gelangen 46 Runs und wurde durch Salman Agha ersetzt. Shakeel schied kurz darauf nach einem Fifty über 62 Runs aus und als Khushdil Shah aufs Feld kam, verlor auch Agha nach 19 Runs sein Wicket. Dem hineinkommenden Naseem Shah gelangen 14 Runs und Shah verlor das letzte Wicket des Innings nach 38 Runs, womit die Vorgabe auf 242 Runs gestellt wurde. Bester indischer Bowler war Kuldeep Yadav mit 3 Wickets für 40 Runs. Für Indien bildeten die Eröffnungs-Batter Rohit Sharma und Shubman Gill eine Partnerschaft. Sharma gelangen 20 Runs und wurde gefolgt durch Virat Kohli. Gill schied nach 46 Runs aus und der hineinkommende Shreyas Iyer konnte ein Fifty über 56 Runs erreichen. Kohli konnte dann im 43. Over die Vorgabe nach einem Century über 100* Runs aus 111 Bällen einholen. Bester pakistanischer Bowler war Shaheen Afridi mit 2 Wickets für 74 Runs. Als Spieler des Spiels wurde Virat Kohli ausgezeichnet.
| 24. Februar Scorecard | Rawalpindi | Bangladesch 236-9 (50)           | – | Neuseeland 240-5 (46.1) |
|                       |            | Neuseeland gewinnt mit 5 Wickets |   |                         |

Neuseeland gewann den Münzwurf und entschied sich als Feldmannschaft zu beginnen. Für Bangladesch begannen Tanzid Hasan und Najmul Hossain Shanto als Eröffnungs-Batter. Hasan erreichte 24 Runs und der ihm folgende Mehidy Hasan Miraz erzielte 13 Runs. Als Jaker Ali ins Spiel kam, schied Shanto nach einem Fifty über 77 Runs aus. Ihm folgte Rishad Hossain mit 26 Runs, bevor Taskin Ahmed aufs Feld kam. Hossain gelangen 26 Runs und Ahmed nach 10 Runs, womit die Vorgabe auf 237 Runs gestellt wurde. Bester neuseeländischer Bowler war Michael Bracewell mit 4 Wickets für 26 Runs. Für Neuseeland bildete Eröffnungs-Batter Devon Conway zusammen mit dem vierten Schlagmann Rachin Ravindra eine Partnerschaft Conway erreichte 30 Runs und wurde durch Tom Latham ersetzt. Ravindra schied nach einem Century über 112 Runs aus 105 Bällen aus und nachdem Latham ein Fifty über 55 Runs erreicht hatte bildeten Glenn Phillips und Michael Bracewell eine Partnerschaft, die im 47. Over die Vorgabe einholte. Phillips erzielte dabei 21* Runs und Bracewell 11* Runs. Für Bangladesch erzielten vier Bowler (Taskin Ahmed, Mustafizur Rahman, Nahid Rana und Rishad Hossain) je ein Wicket. Als Spieler des Spiels wurde Michael Bravewell ausgezeichnet.
| 27. Februar Scorecard | Rawalpindi | Pakistan       | – | Bangladesch |
|                       |            | Spiel abgesagt |   |             |

Das Spiel wurde auf Grund von Regenfällen abgesagt.
| 2. März Scorecard | Dubai | Indien 249-9 (50)          | – | Neuseeland 205 (45.3) |
|                   |       | Indien gewinnt mit 44 Runs |   |                       |

Neuseeland gewann den Münzwurf und entschied sich als Feldmannschaft zu beginnen. Für Indien erzielte Eröffnungs-Batter Rohit Sharma 15 und Virat Kohli 11 Runs, woraufhin Shreyas Iyer und Axar Patel eine Partnerschaft formten. Patel gelangen 42 Runs und wurde gefolgt durch KL Rahul. Iyer schied nach einem Fifty über 79 Runs aus, woraufhin Hardik Pandya aufs Feld kam. Rahul erreichte 23 Runs und nachdem Ravindra Jadeja 16 Runs erzielen konnte, verlor Pandya sein Wicket nach 45 Runs. Kurz darauf endete das Innings mit einer Vorgabe von 250 Runs für Neuseeland. Bester neuseeländischer Bowler war Matt Henry mit 5 Wickets für 42 Runs. Für Neuseeland formte Eröffnungs-Batter Will Young zusammen mit dem dritten Schlagmann Kane Williamson eine Partnerschaft. Young gelangen 22 Runs, woraufhin Daryl Mitchell 17, Tom Latham 14 und Glenn Phillips 12 Runs erzielten. Als Mitchell Santner ins Spiel kam, verlor Williamson sein Wicket nach 81 Runs. Santner schied nach 28 Runs aus und kurz darauf fiel im 46. Over das letzte Wicket, womit die Niederlage für Neuseeland feststand. Bester indischer Bowler war Varun Chakravarthy mit 5 Wickets für 42 Runs, der als Spieler des Spiels ausgezeichnet wurde.

### Gruppe B
Tabelle
| Gruppe B    | Sp. | S | N | NR | P | NRR    |
| ----------- | --- | - | - | -- | - | ------ |
| Südafrika   | 3   | 2 | 0 | 1  | 5 | +2.395 |
| Australien  | 3   | 1 | 0 | 2  | 4 | +0.475 |
| Afghanistan | 3   | 1 | 1 | 1  | 3 | −0.990 |
| England     | 3   | 0 | 3 | 0  | 0 | −1.159 |

| 21. Februar Scorecard | Karachi | Südafrika 315-6 (50)           | – | Afghanistan 208 (43.3) |
|                       |         | Südafrika gewinnt mit 107 Runs |   |                        |

Südafrika gewann den Münzwurf und entschied sich als Schlagmannschaft zu beginnen. Für sie eröffneten Ryan Rickelton und Tony de Zorzi. De Zorzi schied nach 11 Runs aus und der ihm folgende Temba Bavuma erreichte ein Fifty über 58 Runs. Darauf kam Rassie van der Dussen aufs Feld und Rickelten verlor sein Wicket nach einem Century über 103 Runs aus 106 Bällen. Als Aiden Markram ins Spiel kam, schied van der Dussen nach einem Fifty über 52 Runs aus, woraufhin David Miller 14 Runs gelangen. Markram beendete daraufhin das Innings zusammen mit Wiaan Mulder mit einer Vorgabe von 316 Runs für Afghanistan. Mulder erreichte dabei ein Fifty über 52* Runs und Mulder 12* Runs. Bester afghanischer Bowler war Mohammad Nabi mit 2 Wickets für 51 Runs. Für Afghanistan formten die Eröffnungs-Batter Rahmanullah Gurbaz und Ibrahim Zadran eine Partnerschaft. Gurbaz erreichte 10 Runs und wurde durch Sediqullah Atal ersetzt. Zadran schied nach 17 Runs aus, woraufhin Rahmat Shah ins Spiel kam. Atal gelangen 16 Runs und in der Folge erreichte Azmatullah Omarzai 18, Gulbadin Naib 13 und Rashid Khan ebenfalls 18 Runs. Shah verlor daraufhin im 44. Over das letzte Wicket des Innings nach einem Fifty über 90 Runs, womit die Niederlage feststand. Bester südafrikanischer Bowler war Kagiso Rabada mit 3 Wickets für 36 Runs. Als Spieler des Spiels wurde Ryan Rickelton ausgezeichnet.
| 22. Februar Scorecard | Lahore | England 351-8 (50)               | – | Australien 356-5 (47.3) |
|                       |        | Australien gewinnt mit 5 Wickets |   |                         |

Australien gewann den Münzwurf und entschied sich als Feldmannschaft zu beginnen. Für England begannen Phil Salt und Ben Duckett. Salt schied nach 10 Runs aus und daraufhin erreichte Jamie Smith 15 Runs, Joe Root ein Fifty über 68 Runs, Jos Buttler 23 und Liam Livingstone 14 Runs. Duckett verlor daraufhin nach einem Century über 165 Runs aus 143 Bällen. Bis zum Ende des Innings erreichte Jofra Archer 21* runs und erhöhte so die Vorgabe für Australien auf 352 Runs. Bester australischer Bowler war Ben Dwarshuis mit 3 Wickets für 66 Runs. Für Australien bildete Eröffnungs-Batter Matthew Short mit dem vierten Schlagmann Marnus Labuschagne eine Partnerschaft. Labuschagne gelangen 47 Runs, woraufhin osh Inglis aufs Feld kam. Short schied nach einem Fifty über 63 Runs aus und der hineinkommende Alex Carey erzielte ebenfalls ein Fifty über 69 Runs. Daraufhin folgte Glenn Maxwell, der zusammen mit Inglis die Vorgabe im 48. Over einholte. Inglis erzielte dabei ein Century über 120* Runs aus 86 Bällen und Maxwell 32* Runs. Für England erzielten fünf Bowler jeweils ein Wicket. Als Spieler des Spiels wurdeJosh Inglis ausgezeichnet.
| 25. Februar Scorecard | Rawalpindi | Australien     | – | Südafrika |
|                       |            | Spiel abgesagt |   |           |

Das Spiel wurde auf Grund von Regenfällen abgesagt.
| 26. Februar Scorecard | Lahore | Afghanistan 325-7 (50)         | – | England 317 (49.5) |
|                       |        | Afghanistan gewinnt mit 8 Runs |   |                    |

Afghanistan gewann den Münzwurf und entschied sich als Schlagmannschaft zu beginnen. Für sie bildete Eröffnungs-Batter Ibrahim Zadran zusammen mit dem fünften Schlagmann Hashmatullah Shahidi eine Partnerschaft. Shahidi erreichte 40 Runs und der ihm folgende Azmatullah Omarzai 41 Runs. Dieser wurde durch Mohammad Nabi ersetzt. Zadran konnte ein Century über 177 Runs aus 146 Bällen bis zu seinem Ausscheiden erzielen und nachdem Nabi nach 40 Runs sein Wicket verlor, endete das Innings mit einer Vorgabe von 326 Runs für England. Bester englischer Bowler war Jofra Archer mit 3 Wickets für 64 Runs. Für England begannen die Eröffnungs-Batter Phil Salt und Ben Duckett. Salt gelangen 12 Runs und wurde durch Joe Root gefolgt. Duckett erreichte 38 Runs und ihm schlossen sich Harry Brook mit 25, Jos Buttler mit 38 und Liam Livingstone mit 10 Runs an. Daraufhin kam Jamie Overton ins Spiel und Root verlor sein Wicket nach einem Century über 120 Runs aus 111 Bällen. Er wurde durch Jofra Archer ersetzt. Overton erreichte 32 Runs und Archer 14 Runs, jedoch konnten die verbliebenen Batter die Vorgabe nicht einholen. Bester afghanischer Bowler war Azmatullah Omarzai mit 5 Wickets für 58 Runs. Als Spieler des Spiels wurde Ibrahim Zadran ausgezeichnet.
| 28. Februar Scorecard | Lahore | Afghanistan 273 (50) | – | Australien 109-1 (12.5) |
|                       |        | No Result            |   |                         |

Afghanistan gewann den Münzwurf und entschied sich als Schlagmannschaft zu beginnen. Für sie formte Eröffnungs-Batter Ibrahim Zadran zusammen mit dem dritten Schlagmann Sediqullah Atal eine Partnerschaft. Zadran erreichte 22 Runs und wurde gefolgt von Rahmat Shah mit 12 Runs. Nachdem Hashmatullah Shahidi aufs Feld gekommen war, verlor Atal sein Wicket nach einem Fifty über 85 Runs. Er wurde durch Azmatullah Omarzai ersetzt und Shahidi schied nach 20 Runs aus. Dem hineinkommenden Rashid Khan gelangen 19 Runs, bevor auch Omarzai nach einem Fifty über 67 Runs ausschied. Kurz darauf endete das Innings mit einer Vorgabe von 274 Runs für Australien. Bester australischer Bowler war Ben Dwarshuis mit 3 Wickets für 47 Runs. Für Australien begannen Matthew Short und Travis Head. Short erzielte 20 Runs und wurde gefolgt durch Steve Smith. Im 13. Over begann es zu Regnen und zwei Stunden später wurde das Spiel abgebrochen. Das afghanische Wicket erzielte Azmatullah Omarzai.
| 1. März Scorecard | Karachi | England 179 (38.2)              | – | Südafrika 181-3 (29.1) |
|                   |         | Südafrika gewinnt mit 7 Wickets |   |                        |

England gewann den Münzwurf und entschied sich als Schlagmannschaft zu beginnen. Für England formte Eröffnungs-Batter Ben Duckett zusammen mit dem vierten Schlagmann Joe Root eine Partnerschaft. Duckett erreichte 24 Runs und dem ihn ersetzenden Harry Brook gelangen 19 Runs. Kurz darauf schied auch Root nach 37 Runs aus, woraufhin Jos Buttler und Jamie Overton eine weitere Partnerschaft formten. Overton verlor sein Wicket nach 11 Runs und der hineinkommende Jofra Archer nach 25 Runs. Kurz darauf schied auch Buttler nach 21 Runs aus und als das letzte Wicket im 39. Over fiel, hatte England für Südafrika eine Vorgabe von 180 Runs gestellt. Beste südafrikanische Bowler war Wiaan Mulder mit 3 Wickets für 25 Runs und Marco Jansen mit 3 Wickets für 39 Runs. Für Südafrika bildete Eröffnungs-Batter Ryan Rickelton zusammen mit dem dritten Schlagmann Rassie van der Dussen eine Partnerschaft. Rickelton erreichte 27 Runs und wurde durch Heinrich Klaasen ersetzt, dem ein Fifty über 64 Runs gelang. Van der Dussen konnte kurz darauf nach einem Fifty über 72* Runs die Vorgabe im 30. Over einholen. Bester englischer Bowler war Jofra Archer mit 2 Wickets für 55 Runs. Als Spieler des Spiels wurde Marco Hansen ausgezeichnet.

## Halbfinale
| 4. März Scorecard | Dubai | Australien 264 (49.3)        | – | Indien 267-6 (48.1) |
|                   |       | Indien gewinnt mit 4 Wickets |   |                     |

Australien gewann den Münzwurf und entschied sich als Schlagmannschaft zu beginnen. Für sie bildete Eröffnungs-Batter Travis Head zusammen mit dem dritten Schlagmann Steve Smith eine Partnerschaft. Head erreichte 39 Runs, woraufhin Marnus Labuschagne 29 und Josh Inglis 11 Runs. Als Alex Carey aufs Feld kam, verlor Smith sein Wicket nach einem Fifty über 73 Runs. Ihm folgte Ben Dwarshuis mit 19 Runs, woraufhin auch Carey nach einem Fifty über 61 Runs ausschied. Anschließend konnte Nathan Ellis weitere 10 Runs hinzufügen, bevor das Innings mit einer Vorgabe von 265 Runs für Indien endete. Bester indischer Bowler war Mohammed Shami mit 3 Wickets für 48 Runs. Für Indien formte Eröffnungs-Batter Rohit Sharma zusammen mit dem dritten Schlagmann Virat Kohli eine Partnerschaft. Sharma gelangen 28 Runs, woraufhin in der Folge Shreyas Iyer 45 und Axar Patel 27 Runs erreichten. Daraufhin kam KL Rahul aufs Feld. Kohli schied nach 45 Runs aus und nachdem Hardik Pandya 28 Runs erzielte, konnte Rahul nach 42* Runs die Vorgabe im 49. Over einholen. Beste australische Bowler waren Nathan Ellis mit 2 Wickets für 49 Runs und Adam Zampa mit 2 Wickets für 60 Runs. Als Spieler des Spiels wurde Virat Kohli ausgezeichnet.
| 5. März Scorecard | Lahore | Neuseeland 362-6 (50)          | – | Südafrika 312-9 (50) |
|                   |        | Neuseeland gewinnt mit 50 Runs |   |                      |

Neuseeland gewann den Münzwurf und entschied sich als Schlagmannschaft zu beginnen. Für sie eröffneten Will Young und Rachin Ravindra. Young erreichte 21 Runs und wurde gefolgt durch Kane Williamson. Ravindra schied nach einem Century über 108 Runs aus 101 Bällen aus und wurde gefolgt durch Daryl Mitchell. Williamson erreichte ebenfalls ein Century über 102 Runs aus 94 Bällen, woraufhin Glenn Phillips ins Spiel kam. Mitchell gelangen 49 Runs und dem hineinkommenden Michael Bracewell 16 Runs. Kurz darauf endete das Innings als Phillips bei 49* Run stand und Neuseeland dem südafrikanischen Team eine Vorgabe von 363 Runs machte. Bester südafrikanischer Bowler war Lungi Ngidi mit 3 Wickets für 72 Runs. Für Südafrika begannen Ryan Rickelton und Temba Bavuma. Rickelton erreichte 17 Runs und wurde gefolgt von Rassie van der Dussen. Bavuma konnte daraufhin ein Fifty über 56 Run erzielen und wurde durch Aiden Markram ersetzt. Van der Dussen schied nach einem Fifty über 69 Runs aus und als David Miller ins Spiel kam, verlor auch Markram sein Wicket nach 31 Runs. An der Seite von Miller gelangen Kagiso Rabada 16 Runs. Miller beendete das Innings mit einem Century über 100 Runs aus 67 Bällen, was jedoch nicht ausreichte, um die Vorgabe zu gefährden. Bester neuseeländischer Bowler war Mitchell Santner mit 3 Wickets für 43 Runs. Als Spieler des Spiels wurde Rachin Ravindra ausgezeichnet.

## Finale
| 9. März Scorecard | Dubai | Neuseeland 251-7 (50)        | – | Indien 254-6 (49) |
|                   |       | Indien gewinnt mit 4 Wickets |   |                   |

Neuseeland gewann den Münzwurf und entschied sich als Schlagmannschaft zu beginnen. Für sie begannen die Eröffnungs-Batter Will Young und Rachin Ravindra. Young gelangen 15 Runs, woraufhin Kane Williamson ins Spiel kam und Ravindra nach 37 Runs ausschied. Daraufhin etablierte sich Daryl Mitchell. Williamson erreichte 11 Runs und ihm folgte Tom Latham mit 14 und Glenn Phillips mit 34 Runs. Als Michael Bracewell aufs Feld kam, verlor Mitchell sein Wicket nach einem Fifty über 63 Runs. Bracewell beendete dann das Innings ebenfalls mit einem Fifty über 52* Runs und erhöhte so die Vorgabe auf 251 Runs. Beste indische Bowler waren Kuldeep Yadav mit 2 Wickets für 40 Runs und Varun Chakravarthy mit 2 Wickets für 45 Runs. Für Indien bildeten die Eröffnungs-Batter Rohit Sharma und Shubman Gill eine Partnerschaft. Gill erreichte 31 Runs und wurde gefolgt durch Shreyas Iyer. Sharma verlor sein Wicket nach einem Fifty über 76 Runs und wurde durch Axar Patel ersetzt. Iyer konnte 48 Runs erzielen und als KL Rahul ins Spiel kam, schied auch Patel nach 29 Runs aus. An der Seite von Rahul gelangen Hardik Pandya 18 Runs, bevor Rahul die Vorgabe im vorletzten Over nach 24* Run einholte. Beste neuseeländische Bowler waren Michael Bracewell mit 2 Wickets für 28 Runs und Mitchell Santner mit 2 Wickets für 46 Runs. Als Spieler des Spiels wurde Rohit Sharma ausgezeichnet.

## Statistiken

Ergebnis der ICC Champions Trophy 2025:
Sieger
Finalist
Halbfinalteilnahme
In der Gruppenphase ausgeschieden
Keine Teilnahme

Während des Turniers wurden folgende Statistiken erzielt.
| ODIs               | ODIs       | ODIs    | ODIs    | ODIs    | ODIs    | ODIs    | ODIs    | ODIs    |
| Batting            | Batting    | Batting | Batting | Batting | Batting | Batting | Batting | Batting |
| Spieler            | Mannschaft | Spiele  | Innings | Runs    | Average | HS      | 100s    | 50s     |
| ------------------ | ---------- | ------- | ------- | ------- | ------- | ------- | ------- | ------- |
| Rachin Ravindra    | Neuseeland | 4       | 4       | 263     | 65,75   | 112     | 2       | 0       |
| Shreyas Iyer       | Indien     | 5       | 5       | 243     | 48,60   | 79      | 0       | 2       |
| Ben Duckett        | England    | 3       | 3       | 227     | 75,66   | 165     | 1       | 0       |
| Joe Root           | England    | 3       | 3       | 225     | 75,00   | 120     | 1       | 1       |
| Virat Kohli        | Indien     | 5       | 5       | 218     | 54,50   | 100*    | 1       | 1       |
| Bowling            |            |         |         |         |         |         |         |         |
| Spieler            | Mannschaft | Spiele  | Overs   | Wickets | Average | BBI     | 5W      | 10W     |
| Matt Henry         | Neuseeland | 4       | 31.2    | 10      | 16,70   | 5/42    | 1       | 0       |
| Varun Chakravarthy | Indien     | 3       | 30.0    | 9       | 15,11   | 5/42    | 1       | 0       |
| Mohammed Shami     | Indien     | 5       | 41.0    | 9       | 25,88   | 5/53    | 1       | 0       |
| Mitchell Santner   | Neuseeland | 5       | 50.0    | 9       | 26,66   | 3/43    | 0       | 0       |
| Michael Bracewell  | Neuseeland | 5       | 49.0    | 8       | 25,12   | 4/26    | 0       | 0       |

Der beste Batsman, der Neuseeländer Rachin Ravindra, wurde mit dem Golden Bat ausgezeichnet. Er wurde auch als Spieler des Turniers ausgezeichnet. Der beste Bowler, der Neuseeländer Matt Henry, mit dem Golden Ball.

## Organisation und Umfeld

### Eintrittskarten
Nachdem die Veröffentlichung des Turnierplans immer wieder verschoben wurde, begann der Ticketverkauf am 25. August 2023. Insgesamt gab es sieben Verkaufsphasen.

### Preisgelder
Insgesamt wurden 6,9 Millionen US-Dollar als Preisgeld ausgeschüttet. Die Aufteilung war wie folgt:
| Erreichtes Ziel              | Preisgeld (US-Dollar) |
| ---------------------------- | --------------------- |
| Gewinner                     | 2.240.000 $           |
| Finalist                     | 1.120.000 $           |
| Verlierer Halbfinale         | 560.000 $             |
| Gewinn eines Vorrundenspiels | 34.000 $              |
| Gruppendritte                | 350.000 $             |
| Gruppenvierte                | 140.000 $             |